# 1419
Portal Geschichte | Portal Biografien | Aktuelle Ereignisse | Jahreskalender | Tagesartikel

◄ |
14. Jahrhundert |
15. Jahrhundert
| 16. Jahrhundert | ►

◄ |
1380er |
1390er |
1400er |
1410er
| 1420er | 1430er | 1440er | ►

◄◄ |
◄ |
1415 |
1416 |
1417 |
1418 |
1419
| 1420 | 1421 | 1422 | 1423 | ► | ►►
Staatsoberhäupter  · Nekrolog   · Musikjahr
| Januar | Januar | Januar | Januar | Januar | Januar | Januar | Januar |
| Kw     | Mo     | Di     | Mi     | Do     | Fr     | Sa     | So     |
| ------ | ------ | ------ | ------ | ------ | ------ | ------ | ------ |
| 52     |        |        |        |        |        |        | 1      |
| 1      | 2      | 3      | 4      | 5      | 6      | 7      | 8      |
| 2      | 9      | 10     | 11     | 12     | 13     | 14     | 15     |
| 3      | 16     | 17     | 18     | 19     | 20     | 21     | 22     |
| 4      | 23     | 24     | 25     | 26     | 27     | 28     | 29     |
| 5      | 30     | 31     |        |        |        |        |        |

| Februar | Februar | Februar | Februar | Februar | Februar | Februar | Februar |
| Kw      | Mo      | Di      | Mi      | Do      | Fr      | Sa      | So      |
| ------- | ------- | ------- | ------- | ------- | ------- | ------- | ------- |
| 5       |         |         | 1       | 2       | 3       | 4       | 5       |
| 6       | 6       | 7       | 8       | 9       | 10      | 11      | 12      |
| 7       | 13      | 14      | 15      | 16      | 17      | 18      | 19      |
| 8       | 20      | 21      | 22      | 23      | 24      | 25      | 26      |
| 9       | 27      | 28      |         |         |         |         |         |

| März | März | März | März | März | März | März | März |
| Kw   | Mo   | Di   | Mi   | Do   | Fr   | Sa   | So   |
| ---- | ---- | ---- | ---- | ---- | ---- | ---- | ---- |
| 9    |      |      | 1    | 2    | 3    | 4    | 5    |
| 10   | 6    | 7    | 8    | 9    | 10   | 11   | 12   |
| 11   | 13   | 14   | 15   | 16   | 17   | 18   | 19   |
| 12   | 20   | 21   | 22   | 23   | 24   | 25   | 26   |
| 13   | 27   | 28   | 29   | 30   | 31   |      |      |

| April | April | April | April | April | April | April | April |
| Kw    | Mo    | Di    | Mi    | Do    | Fr    | Sa    | So    |
| ----- | ----- | ----- | ----- | ----- | ----- | ----- | ----- |
| 13    |       |       |       |       |       | 1     | 2     |
| 14    | 3     | 4     | 5     | 6     | 7     | 8     | 9     |
| 15    | 10    | 11    | 12    | 13    | 14    | 15    | 16    |
| 16    | 17    | 18    | 19    | 20    | 21    | 22    | 23    |
| 17    | 24    | 25    | 26    | 27    | 28    | 29    | 30    |

| Mai | Mai | Mai | Mai | Mai | Mai | Mai | Mai |
| Kw  | Mo  | Di  | Mi  | Do  | Fr  | Sa  | So  |
| --- | --- | --- | --- | --- | --- | --- | --- |
| 18  | 1   | 2   | 3   | 4   | 5   | 6   | 7   |
| 19  | 8   | 9   | 10  | 11  | 12  | 13  | 14  |
| 20  | 15  | 16  | 17  | 18  | 19  | 20  | 21  |
| 21  | 22  | 23  | 24  | 25  | 26  | 27  | 28  |
| 22  | 29  | 30  | 31  |     |     |     |     |

| Juni | Juni | Juni | Juni | Juni | Juni | Juni | Juni |
| Kw   | Mo   | Di   | Mi   | Do   | Fr   | Sa   | So   |
| ---- | ---- | ---- | ---- | ---- | ---- | ---- | ---- |
| 22   |      |      |      | 1    | 2    | 3    | 4    |
| 23   | 5    | 6    | 7    | 8    | 9    | 10   | 11   |
| 24   | 12   | 13   | 14   | 15   | 16   | 17   | 18   |
| 25   | 19   | 20   | 21   | 22   | 23   | 24   | 25   |
| 26   | 26   | 27   | 28   | 29   | 30   |      |      |

| Juli | Juli | Juli | Juli | Juli | Juli | Juli | Juli |
| Kw   | Mo   | Di   | Mi   | Do   | Fr   | Sa   | So   |
| ---- | ---- | ---- | ---- | ---- | ---- | ---- | ---- |
| 26   |      |      |      |      |      | 1    | 2    |
| 27   | 3    | 4    | 5    | 6    | 7    | 8    | 9    |
| 28   | 10   | 11   | 12   | 13   | 14   | 15   | 16   |
| 29   | 17   | 18   | 19   | 20   | 21   | 22   | 23   |
| 30   | 24   | 25   | 26   | 27   | 28   | 29   | 30   |
| 31   | 31   |      |      |      |      |      |      |

| August | August | August | August | August | August | August | August |
| Kw     | Mo     | Di     | Mi     | Do     | Fr     | Sa     | So     |
| ------ | ------ | ------ | ------ | ------ | ------ | ------ | ------ |
| 31     |        | 1      | 2      | 3      | 4      | 5      | 6      |
| 32     | 7      | 8      | 9      | 10     | 11     | 12     | 13     |
| 33     | 14     | 15     | 16     | 17     | 18     | 19     | 20     |
| 34     | 21     | 22     | 23     | 24     | 25     | 26     | 27     |
| 35     | 28     | 29     | 30     | 31     |        |        |        |

| September | September | September | September | September | September | September | September |
| Kw        | Mo        | Di        | Mi        | Do        | Fr        | Sa        | So        |
| --------- | --------- | --------- | --------- | --------- | --------- | --------- | --------- |
| 35        |           |           |           |           | 1         | 2         | 3         |
| 36        | 4         | 5         | 6         | 7         | 8         | 9         | 10        |
| 37        | 11        | 12        | 13        | 14        | 15        | 16        | 17        |
| 38        | 18        | 19        | 20        | 21        | 22        | 23        | 24        |
| 39        | 25        | 26        | 27        | 28        | 29        | 30        |           |

| Oktober | Oktober | Oktober | Oktober | Oktober | Oktober | Oktober | Oktober |
| Kw      | Mo      | Di      | Mi      | Do      | Fr      | Sa      | So      |
| ------- | ------- | ------- | ------- | ------- | ------- | ------- | ------- |
| 39      |         |         |         |         |         |         | 1       |
| 40      | 2       | 3       | 4       | 5       | 6       | 7       | 8       |
| 41      | 9       | 10      | 11      | 12      | 13      | 14      | 15      |
| 42      | 16      | 17      | 18      | 19      | 20      | 21      | 22      |
| 43      | 23      | 24      | 25      | 26      | 27      | 28      | 29      |
| 44      | 30      | 31      |         |         |         |         |         |

| November | November | November | November | November | November | November | November |
| Kw       | Mo       | Di       | Mi       | Do       | Fr       | Sa       | So       |
| -------- | -------- | -------- | -------- | -------- | -------- | -------- | -------- |
| 44       |          |          | 1        | 2        | 3        | 4        | 5        |
| 45       | 6        | 7        | 8        | 9        | 10       | 11       | 12       |
| 46       | 13       | 14       | 15       | 16       | 17       | 18       | 19       |
| 47       | 20       | 21       | 22       | 23       | 24       | 25       | 26       |
| 48       | 27       | 28       | 29       | 30       |          |          |          |

| Dezember | Dezember | Dezember | Dezember | Dezember | Dezember | Dezember | Dezember |
| Kw       | Mo       | Di       | Mi       | Do       | Fr       | Sa       | So       |
| -------- | -------- | -------- | -------- | -------- | -------- | -------- | -------- |
| 48       |          |          |          |          | 1        | 2        | 3        |
| 49       | 4        | 5        | 6        | 7        | 8        | 9        | 10       |
| 50       | 11       | 12       | 13       | 14       | 15       | 16       | 17       |
| 51       | 18       | 19       | 20       | 21       | 22       | 23       | 24       |
| 52       | 25       | 26       | 27       | 28       | 29       | 30       | 31       |

| Januar | Januar | Januar | Januar | Januar | Januar | Januar | Januar |
| Kw     | Mo     | Di     | Mi     | Do     | Fr     | Sa     | So     |
| ------ | ------ | ------ | ------ | ------ | ------ | ------ | ------ |
| 52     |        |        |        |        |        |        | 1      |
| 1      | 2      | 3      | 4      | 5      | 6      | 7      | 8      |
| 2      | 9      | 10     | 11     | 12     | 13     | 14     | 15     |
| 3      | 16     | 17     | 18     | 19     | 20     | 21     | 22     |
| 4      | 23     | 24     | 25     | 26     | 27     | 28     | 29     |
| 5      | 30     | 31     |        |        |        |        |        |

| Februar | Februar | Februar | Februar | Februar | Februar | Februar | Februar |
| Kw      | Mo      | Di      | Mi      | Do      | Fr      | Sa      | So      |
| ------- | ------- | ------- | ------- | ------- | ------- | ------- | ------- |
| 5       |         |         | 1       | 2       | 3       | 4       | 5       |
| 6       | 6       | 7       | 8       | 9       | 10      | 11      | 12      |
| 7       | 13      | 14      | 15      | 16      | 17      | 18      | 19      |
| 8       | 20      | 21      | 22      | 23      | 24      | 25      | 26      |
| 9       | 27      | 28      |         |         |         |         |         |

| März | März | März | März | März | März | März | März |
| Kw   | Mo   | Di   | Mi   | Do   | Fr   | Sa   | So   |
| ---- | ---- | ---- | ---- | ---- | ---- | ---- | ---- |
| 9    |      |      | 1    | 2    | 3    | 4    | 5    |
| 10   | 6    | 7    | 8    | 9    | 10   | 11   | 12   |
| 11   | 13   | 14   | 15   | 16   | 17   | 18   | 19   |
| 12   | 20   | 21   | 22   | 23   | 24   | 25   | 26   |
| 13   | 27   | 28   | 29   | 30   | 31   |      |      |

| April | April | April | April | April | April | April | April |
| Kw    | Mo    | Di    | Mi    | Do    | Fr    | Sa    | So    |
| ----- | ----- | ----- | ----- | ----- | ----- | ----- | ----- |
| 13    |       |       |       |       |       | 1     | 2     |
| 14    | 3     | 4     | 5     | 6     | 7     | 8     | 9     |
| 15    | 10    | 11    | 12    | 13    | 14    | 15    | 16    |
| 16    | 17    | 18    | 19    | 20    | 21    | 22    | 23    |
| 17    | 24    | 25    | 26    | 27    | 28    | 29    | 30    |

| Mai | Mai | Mai | Mai | Mai | Mai | Mai | Mai |
| Kw  | Mo  | Di  | Mi  | Do  | Fr  | Sa  | So  |
| --- | --- | --- | --- | --- | --- | --- | --- |
| 18  | 1   | 2   | 3   | 4   | 5   | 6   | 7   |
| 19  | 8   | 9   | 10  | 11  | 12  | 13  | 14  |
| 20  | 15  | 16  | 17  | 18  | 19  | 20  | 21  |
| 21  | 22  | 23  | 24  | 25  | 26  | 27  | 28  |
| 22  | 29  | 30  | 31  |     |     |     |     |

| Juni | Juni | Juni | Juni | Juni | Juni | Juni | Juni |
| Kw   | Mo   | Di   | Mi   | Do   | Fr   | Sa   | So   |
| ---- | ---- | ---- | ---- | ---- | ---- | ---- | ---- |
| 22   |      |      |      | 1    | 2    | 3    | 4    |
| 23   | 5    | 6    | 7    | 8    | 9    | 10   | 11   |
| 24   | 12   | 13   | 14   | 15   | 16   | 17   | 18   |
| 25   | 19   | 20   | 21   | 22   | 23   | 24   | 25   |
| 26   | 26   | 27   | 28   | 29   | 30   |      |      |

| Juli | Juli | Juli | Juli | Juli | Juli | Juli | Juli |
| Kw   | Mo   | Di   | Mi   | Do   | Fr   | Sa   | So   |
| ---- | ---- | ---- | ---- | ---- | ---- | ---- | ---- |
| 26   |      |      |      |      |      | 1    | 2    |
| 27   | 3    | 4    | 5    | 6    | 7    | 8    | 9    |
| 28   | 10   | 11   | 12   | 13   | 14   | 15   | 16   |
| 29   | 17   | 18   | 19   | 20   | 21   | 22   | 23   |
| 30   | 24   | 25   | 26   | 27   | 28   | 29   | 30   |
| 31   | 31   |      |      |      |      |      |      |

| August | August | August | August | August | August | August | August |
| Kw     | Mo     | Di     | Mi     | Do     | Fr     | Sa     | So     |
| ------ | ------ | ------ | ------ | ------ | ------ | ------ | ------ |
| 31     |        | 1      | 2      | 3      | 4      | 5      | 6      |
| 32     | 7      | 8      | 9      | 10     | 11     | 12     | 13     |
| 33     | 14     | 15     | 16     | 17     | 18     | 19     | 20     |
| 34     | 21     | 22     | 23     | 24     | 25     | 26     | 27     |
| 35     | 28     | 29     | 30     | 31     |        |        |        |

| September | September | September | September | September | September | September | September |
| Kw        | Mo        | Di        | Mi        | Do        | Fr        | Sa        | So        |
| --------- | --------- | --------- | --------- | --------- | --------- | --------- | --------- |
| 35        |           |           |           |           | 1         | 2         | 3         |
| 36        | 4         | 5         | 6         | 7         | 8         | 9         | 10        |
| 37        | 11        | 12        | 13        | 14        | 15        | 16        | 17        |
| 38        | 18        | 19        | 20        | 21        | 22        | 23        | 24        |
| 39        | 25        | 26        | 27        | 28        | 29        | 30        |           |

| Oktober | Oktober | Oktober | Oktober | Oktober | Oktober | Oktober | Oktober |
| Kw      | Mo      | Di      | Mi      | Do      | Fr      | Sa      | So      |
| ------- | ------- | ------- | ------- | ------- | ------- | ------- | ------- |
| 39      |         |         |         |         |         |         | 1       |
| 40      | 2       | 3       | 4       | 5       | 6       | 7       | 8       |
| 41      | 9       | 10      | 11      | 12      | 13      | 14      | 15      |
| 42      | 16      | 17      | 18      | 19      | 20      | 21      | 22      |
| 43      | 23      | 24      | 25      | 26      | 27      | 28      | 29      |
| 44      | 30      | 31      |         |         |         |         |         |

| November | November | November | November | November | November | November | November |
| Kw       | Mo       | Di       | Mi       | Do       | Fr       | Sa       | So       |
| -------- | -------- | -------- | -------- | -------- | -------- | -------- | -------- |
| 44       |          |          | 1        | 2        | 3        | 4        | 5        |
| 45       | 6        | 7        | 8        | 9        | 10       | 11       | 12       |
| 46       | 13       | 14       | 15       | 16       | 17       | 18       | 19       |
| 47       | 20       | 21       | 22       | 23       | 24       | 25       | 26       |
| 48       | 27       | 28       | 29       | 30       |          |          |          |

| Dezember | Dezember | Dezember | Dezember | Dezember | Dezember | Dezember | Dezember |
| Kw       | Mo       | Di       | Mi       | Do       | Fr       | Sa       | So       |
| -------- | -------- | -------- | -------- | -------- | -------- | -------- | -------- |
| 48       |          |          |          |          | 1        | 2        | 3        |
| 49       | 4        | 5        | 6        | 7        | 8        | 9        | 10       |
| 50       | 11       | 12       | 13       | 14       | 15       | 16       | 17       |
| 51       | 18       | 19       | 20       | 21       | 22       | 23       | 24       |
| 52       | 25       | 26       | 27       | 28       | 29       | 30       | 31       |

## Ereignisse

### Politik und Weltgeschehen

#### Hundertjähriger Krieg
- 19. Januar: Im Hundertjährigen Krieg mit Frankreich nimmt der englische König Heinrich V. nach sechsmonatiger Belagerung die Stadt Rouen ein. Die Normandie wird der englischen Krone unterstellt.
- 10. September: Die Ermordung des burgundischen Herzogs Johann Ohnefurcht auf der Brücke von Montereau-Fault-Yonne mit Wissen des Dauphins Karl unterminiert Friedensansätze im französischen Bürgerkrieg der Armagnacs und Bourguignons. Johanns Sohn und Nachfolger Philipp III. sucht als neuer Herzog von Burgund und Anführer der Bourguignons das Bündnis mit England, das sein Vater bislang vermieden hat.

#### Hussitenkriege

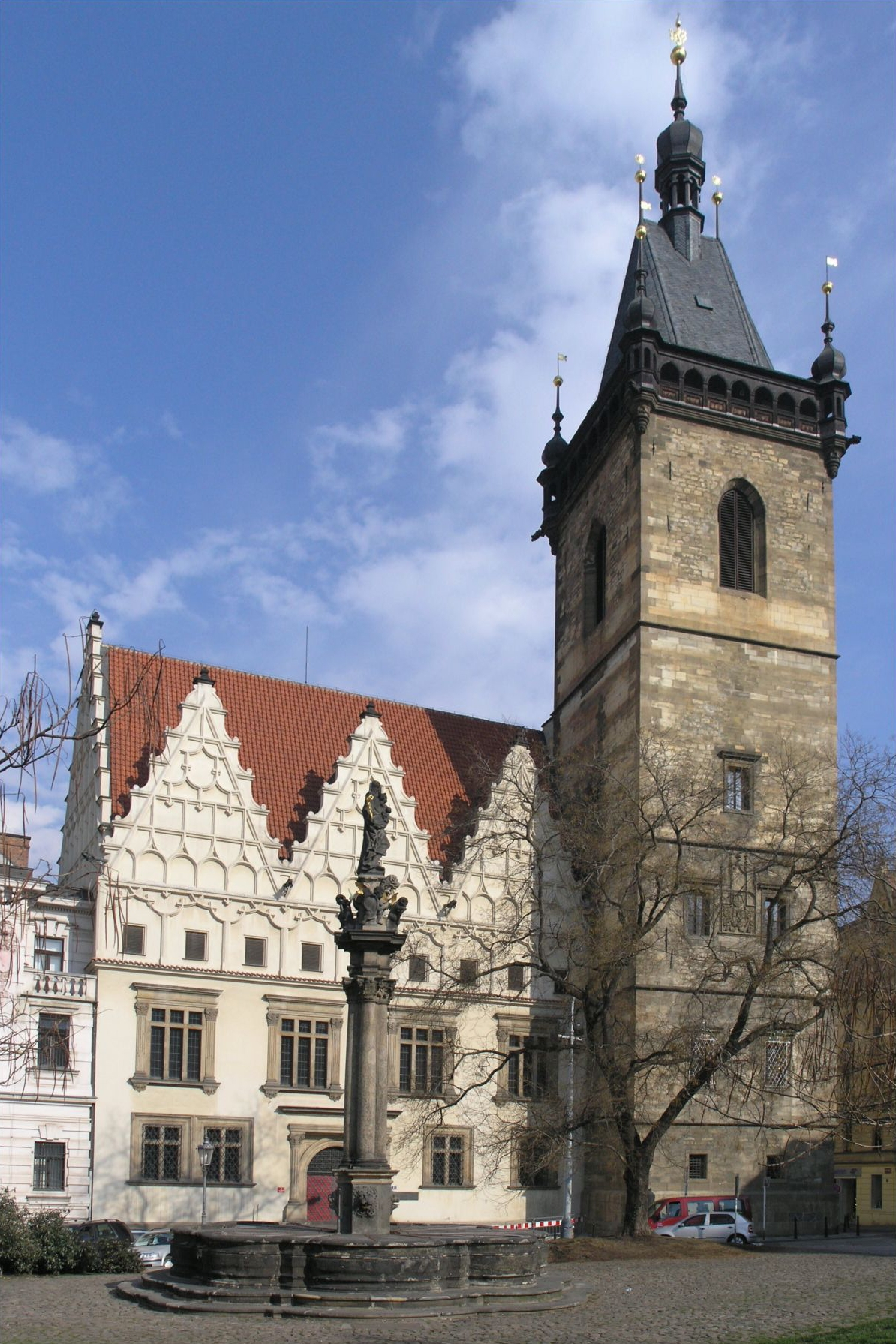
Das Neustädter Rathaus in Prag

- 30. Juli: Mit dem ersten Prager Fenstersturz beginnen die Hussitenkriege: Anhänger des vier Jahre zuvor beim Konzil von Konstanz auf dem Scheiterhaufen als Ketzer hingerichteten Jan Hus stürmen das Neustädter Rathaus am Karlsplatz in Prag, um dort gefangene Glaubensgenossen zu befreien. Dabei werfen sie zehn Personen aus dem Fenster, die anschließend mit Hiebwaffen getötet werden. Der Volksaufstand ist von radikalen Reformanhängern mit dem Prediger Jan Želivský an der Spitze vorbereitet worden. Der böhmische König Wenzel flieht auf die Wenzelsburg, die wenig später von Prager Bürgern belagert wird.
- 16. August: Nach dem Tod von Wenzel wird sein Halbbruder Sigismund, seit 1387 König von Ungarn und Kroatien und römisch-deutscher König seit 1411, auch König von Böhmen. Dieser gilt für die Hussiten als Mörder von Jan Hus und ist als Herrscher daher inakzeptabel.
- 25. Oktober: Hussitische Truppen erobern den Prager Stadtteil Vyšehrad.
- 13. November: Nach schweren Kämpfen zwischen radikalen Hussiten und Söldnern des Vinzenz von Wartenberg um die Prager Kleinseite kommt es schließlich zu einem Friedensschluss, nachdem Wenzels Witwe Sophie von Bayern versprochen hat, die Hussiten überall in Böhmen zu schützen.
- Dezember: Eine königlich-katholische Einheit erleidet in der Nähe von Pilsen eine erste Niederlage gegen ein kleines hussitisches Kontingent.
- Dezember: In der unentschiedenen Schlacht bei Nekmíř wird von den Hussiten unter Jan Žižka erstmals die Formation von Wagenburgen eingesetzt.

#### Portugal und seine Entdeckungsreisen

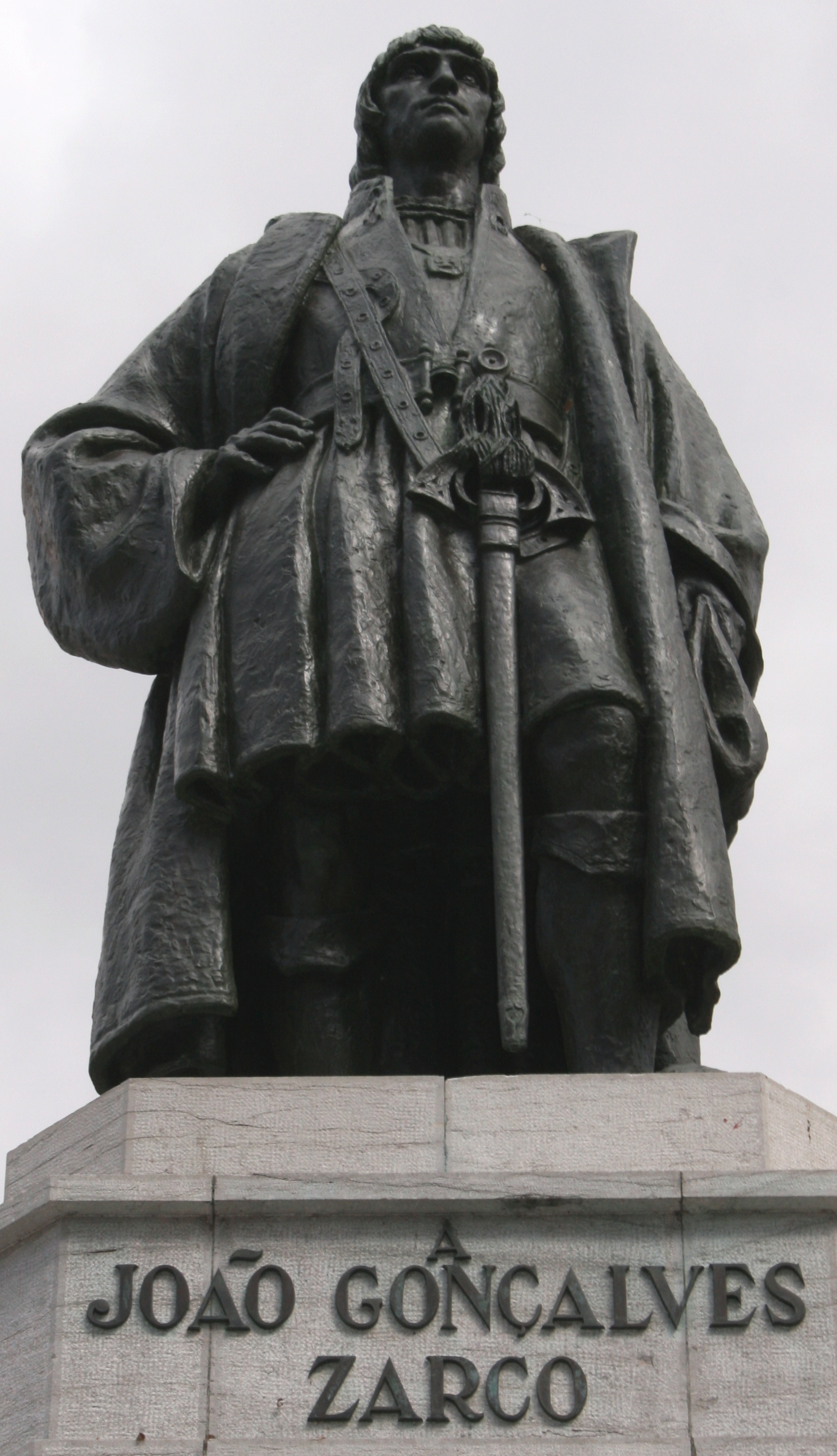
Funchal: Statue Zarcos

- Die portugiesischen Seefahrer João Gonçalves Zarco und Tristão Vaz Teixeira entdecken von Porto Santo aus die Insel Madeira und gehen in der Bucht von Machico erstmals an Land. An dieser Reise nimmt auch Bartolomeu Perestrelo teil, der spätere Schwiegervater von Christoph Kolumbus. In den nächsten Jahren wird die Insel auf Befehl von Heinrich dem Seefahrer kolonialisiert und ist somit die erste Insel außerhalb Europas, die dauerhaft von Europäern besiedelt wird.
- Bei der Belagerung von Ceuta siegen die verteidigenden Portugiesen gegen die merinidischen Belagerer, die Unterstützung aus dem Emirat von Granada erhalten. Der endgültige Verlust von Ceuta führt zu einer Krise im Reich der Meriniden, während die portugiesische Algarve jenseits des Meeres eine Konsolidierung erfährt.

#### Weitere Ereignisse in Europa
- Jean I., Herr von Menton und Roquebrune, kauft gemeinsam mit seinen Brüdern Ambroise und Antoine die Festung Monaco, die sein Großvater Charles I. im Jahr 1357 an die Genuesen verloren hat, von der Besitzerin Yolande d’Aragon zurück. Die drei Brüder üben die Herrschaft vorerst gemeinsam aus.
- Anlässlich seiner Hochzeit mit Marie von Aragon wird König Johann II. von Kastilien, dessen Mutter Katharina von Lancaster im Vorjahr verstorben ist, im Alter von 14 Jahren für volljährig erklärt.
- Andorra erhält sein erstes Parlament, den Consell de la Terra.

#### Asien
- Eine Piratenflotte der Wokou wird von einem chinesischen Militärkommandeur im Gelben Meer gesichtet, gestellt und in einer großen Seeschlacht vernichtend geschlagen.

### Wissenschaft und Technik
- 13. Februar: In der Hansestadt Rostock wird auf Antrag der Herzöge Johann IV. und Albrecht V. von Mecklenburg mittels päpstlicher Bulle von Martin V. die erste Universität im gesamten Ostseeraum gegründet. Die Eröffnungsfeier ist am 12. November unter ihrem Kanzler Bischof Heinrich III. von Wangelin, der auch den ersten Rektor Petrus Stenbeke bestellt.

### Kultur und Gesellschaft
- Der Begriff „Hexereye“ taucht in einem Prozess in Luzern erstmals auf.

## Geboren

### Geburtsdatum gesichert
- 14. Januar: Johann I., Herzog von Kleve († 1481)
- 07. März: Mechthild von der Pfalz, Gräfin von Württemberg und Erzherzogin von Österreich († 1482)
- 04. Mai: Barbara Fugger, Augsburger Bürgerin und Geschäftsfrau († 1497)
- 03. Juni: Agostino Barbarigo, Doge von Venedig († 1501)
- 10. Juli: Go-Hanazono, Tennō (Kaiser) von Japan († 1470)
- 01. November: Albrecht II., Herzog zu Braunschweig-Lüneburg und Fürst von Braunschweig-Grubenhagen († 1485)

### Genaues Geburtsdatum unbekannt
- Adolf X., Graf von Holstein-Pinneberg († 1474)
- Hinrich Castorp, deutscher Kaufmann und Bürgermeister der Hansestadt Lübeck († 1488)
- al-Muzaffar Ahmad II., Sultan von Ägypten († 1430)
- Juan Pacheco, Herzog von Escalona († 1474)
- Hans vom Staal, Schweizer Stadtschreiber und Gesandter von Solothurn († 1499)
- Johann Wessel, deutscher humanistischer Gelehrter († 1489)

### Geboren um 1419
- Elizabeth Ferrers, englische Adelige († 1483)

## Gestorben

### Erstes Halbjahr
- 10. Februar: Ulrich Ensinger, Baumeister der süddeutschen Gotik (* 1350)
- 05. April: Vinzenz Ferrer, katalanischer Dominikanerprediger und katholischer Heiliger (* 1350)
- 07. April: Joan FitzAlan, englische Adlige, Großmutter von König Heinrich V. (* 1347)
- 28. Mai: Johannes von Wallenrode, Ritter im Deutschen Orden, Erzbischof von Riga und Bischof von Lüttich (* um 1370)
- 10. Juni: Giovanni Dominici, italienischer Dominikaner, Theologe, Ordensreformer, Kardinal und Erzbischof von Dubrovnik (* um 1356)
- 11. Juni: Rudolf III., Herzog von Sachsen-Wittenberg und Kurfürst des Heiligen Römischen Reiches  (* um 1373)

### Zweites Halbjahr
- 02. Juli: Eberhard IV., Graf von Württemberg (* 1388)
- 11. Juli: Stella de’ Tolomei, Geliebte des Markgrafen Niccolò III. d’Este, Herr von Ferrara, Modena und Reggio nell’Emilia (* um 1386)
- 000August: Arnold Stoltevoet, Bischof von Reval
- 12. August: Heinrich Grymhardt, deutscher Priester und Offizial in Köln

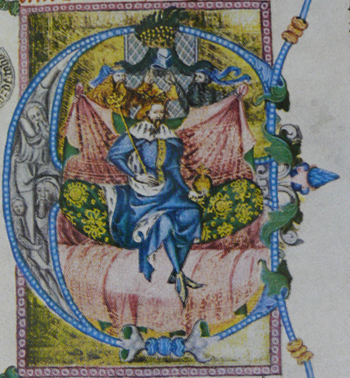
König Wenzel. Illumination aus der Wenzelsbibel

- 16. August: Wenzel, römisch-deutscher König und als Wenzel IV. König von Böhmen, Kurfürst von Brandenburg (* 1361)
- 10. September: Johann Ohnefurcht, Herzog von Burgund (* 1371)
- 11. September: Albrecht von Wernigerode, Bischof von Halberstadt (* 1346)
- 23. September: Johann II. von Nassau, Erzbischof von Mainz (* um 1360)
- 15. Oktober: Jeongjong, König der koreanischen Joseon-Dynastie (* 1357)
- 05. November: Winrich von Kniprode, Bischof von Ösel-Wiek
- 22. oder 27. Dezember: Johannes XXIII., Gegenpapst 1410–1415 (* um 1370)
- 30. Dezember: Wenzel von Liegnitz, Herzog von Liegnitz,  Bischof von Lebus und Breslau (* 1348)

### Genaues Todesdatum unbekannt
- Edigü, mongolischer Feldherr, Emir und De-facto-Machthaber der Goldenen Horde
- Sai Lue Thai, Herrscher des thailändischen Königreichs Sukhothai

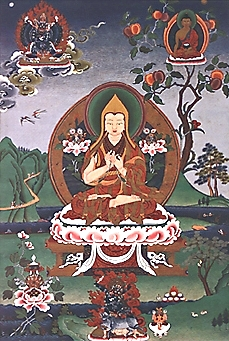
Tsongkhapa

- Tsongkhapa, tibetischer Lehrmeister (* 1357)
- Ulrich V. von Hanau, Herr von Hanau (* um 1370)